# 古河電気工業
古河電気工業株式会社（ふるかわでんきこうぎょう、英文社名 Furukawa Electric Co., Ltd.）は、 東京都千代田区大手町に本社を置く、古河グループの大手非鉄金属メーカーであり、光ファイバー・電線・ワイヤーハーネス等の製造を行なう企業である。国内電線業界では第2位の売上高で日経平均株価の構成銘柄の一つ。
電線御三家（古河電工・住友電工・フジクラ）の一角である。また、古河機械金属（旧・古河鉱業）、富士電機、富士通とともに古河グループの中核企業である。
- 光ファイバーで世界2位、電線では世界5位。
- 自動車エアバッグ用ステアリング・ロール・コネクター（SRC）／世界首位。
- リチウムイオン電池材料／世界首位。
- ハードディスク用アルミ基板／世界首位。
- ETC用アンテナ／国内首位。

## 主力製品・事業
- 光ファイバー
- 電線
- アルミ製品
- 自動車用ワイヤーハーネス
- 樹脂製品
- 超電導製品
- リチウムイオン電池材料
- アンテナ製品

## 主要事業所
- 本社 - 東京都千代田区大手町二丁目6番4号
- 千葉事業所 - 千葉県市原市
- 日光事業所 - 栃木県日光市
- 三重事業所 - 三重県亀山市
- 横浜事業所 - 神奈川県横浜市西区
- 平塚事業所 - 神奈川県平塚市

## 沿革
- 1884年（明治17年） - 古河鉱業（現・古河機械金属）の一部門として東京の本所に本所溶銅所として創業。同年、山田与七が横浜に山田電線製造所を創業。
- 1896年（明治29年） - 山田電線製造所を横浜電線製造株式会社に変更。
- 1906年（明治39年） - 日光に日光電気精銅所を設立。
- 1917年（大正6年） - アメリカ合衆国のBFグッドリッチと合弁で、横濱護謨製造株式會社（現・横浜ゴム）を設立。
- 1920年（大正9年） 
  - 本所溶銅所、日光電気精銅所、横浜電線製造の3社が合併し、古河電気工業株式会社が設立。古河鉱業からも独立。
  - 5月18日 - 中華民国政府と芝罘-上海間海底ケーブル売買契約を締結。翌年4月1日に敷設も請け負った。580万円の大事業は6月に完成し、11月11日からガタパーチャ被覆を施された。
- 1923年（大正12年） - ドイツのシーメンスと合弁で、富士電機製造株式會社（現・富士電機）を設立。
- 1961年（昭和36年） - 千葉県市原市市原町地先海岸埋立地に千葉電線製造所を新設し、操業を開始。
- 1968年（昭和43年） - マレーシアに電線製造合弁会社フルカワエレクトリック・ケーブルズ・マレーシア（FECM）社を設立。
- 1972年（昭和47年） - 西独W．C．ヘレウス社と、電子機器部品用の精密加工製品の製造を目的とする古河精密金属工業株式会社を設立。
- 1974年（昭和49年） - 三井物産と共同でブラジルにフルカワ・インドゥストリアルS．A．プロドゥトス・エレトリコス（FISA）を設立。シンガポールに高圧送電線敷設の工事合併会社アジア・ケーブル・エンジニアリング（ACECO）社を設立。
- 1977年（昭和52年） - インドネシアに銅荒引線の合弁会社P.T.トゥンバガ・ムリア・セマナン社を設立。
- 1979年（昭和54年） - タイに通信ケーブル製造合弁会社バンコック・テレコム社を設立。
- 1983年（昭和58年） - タイに通信工事会社タイ・フルカワ・ユニコム社を設立。
- 1990年（平成2年） - アルベド社と共同で、米国の銅箔メーカー、イェーツインダストリーズ社を買収。
- 1992年（平成4年） - 米国AT&T社と合弁で光ファイバケーブルの製造販売会社を設立。
- 1996年（平成8年） - ヴェトナムに銅荒引線製造販売会社を設立。中国天津市に自動車部品製造販売会社を設立。
- 1997年（平成9年） - 香港に自動車用ハーネス事業の合弁会社設立。
- 2000年（平成12年） - 日立電線と銅管の合弁会社を中国に設立。
- 2001年（平成13年） - 光ファイバケーブル合弁会社をインドネシアに設立。フジクラと電力事業部門の事業提携。ルーセントテクノロジーズ社の光ファイバ部門（OFS）買収。チェコに自動車部品の新会社設立。
- 2002年（平成14年） - 中国無錫市に伸銅品製品の製造販売会社を設立。中国江蘇省に光ファイバ複合地線（OPGW）の合弁会社を設立。
- 2003年（平成15年） - インドネシアに自動車部品新会社を設立。当社軽金属カンパニーとスカイアルミニウムが合併し、古河スカイ（現・UACJ）を設立。自動車用ワイヤハーネスで仏ヴァレオ社と協業。
- 2005年（平成17年） - 古河インダストリアルケーブルと産業電線事業を統合し、古河電工産業電線株式会社を設立。架橋発泡ポリオレフィン業界大手ドイツ・トロセレン社を買収することで合意。
- 2007年（平成19年） - 自動車部品事業部門の統合により古河AS株式会社を設立。
- 2008年（平成20年） - 子会社である古河サーキットフォイル株式会社を吸収合併。
- 2009年（平成21年） - インドに光ファイバ製造会社を設立 次世代パワーデバイス技術研究組合設立。
- 2010年（平成22年） - 米国子会社OFS社が中国企業と合弁で光ファイバ母材製造会社を設立。
- 2011年（平成23年） - リチウムイオン電池用電解銅箔の製造販売会社を台湾に設立。 米国高温超電導線材製造会社スーパーパワー社を買収。
- 2013年（平成25年） - トルコに駐在員事務所を設立。
- 2014年（平成26年） - メキシコにLANソリューション製品の販売会社を設立。タイに自動車部品の統括会社を設立。コロンビアに光ファイバケーブルの製造販売会社を設立。
- 2015年（平成27年） - 株式会社古河UACJメモリーディスクを設立。ベトナムに送配電部品の合弁会社を設立。
- 2016年（平成28年） - ファナックとの合弁で高出力レーザ・ダイオード・モジュールの製造会社を設立。ミャンマーに通信工事を中心とするソリューション事業を行う現地法人を設立。ビスキャスより地中及び海底送電線事業を譲受。
- 2017年（平成29年） - チリ共和国の大学に光ファイバネットワークを構築。グループのFurukawa Electric LatAm S.A.（ブラジル連邦共和国パラナ州）を通じて、情報通信市場向けの各種ソリューション製品の製造拠点をメキシコに新設。
- 2021年 - 丸の内仲通りビルから超高層ビル東京駅前常盤橋プロジェクトA棟内に本社を移転。

## 歴代社長
| 代           | 氏名         | 就任日         | 退任日         | 備考         |
| 横浜電線製造 | 横浜電線製造 | 横浜電線製造   | 横浜電線製造   | 横浜電線製造 |
| ------------ | ------------ | -------------- | -------------- | ------------ |
| 1            | 木村利右衛門 | 1896年6月25日  | 1911年1月27日  | [ 5 ]        |
| 2            | 中島久万吉   | 1911年1月27日  | 1920年4月21日  | [ 5 ]        |
| 古河電気工業 |              |                |                |              |
| 3            | 中島久万吉   | 1920年4月22日  | 1925年12月25日 | [ 5 ]        |
| 4            | 中川末吉     | 1925年12月25日 | 1946年6月25日  | [ 5 ]        |
| 5            | 西村啓造     | 1946年6月25日  | 1955年2月18日  | 在任中に死去 |
| 6            | 小泉幸久     | 1955年3月14日  | 1960年11月29日 | [ 5 ]        |
| 7            | 植松清       | 1960年11月29日 | 1968年11月30日 | [ 5 ]        |
| 8            | 鈴木二郎     | 1968年11月30日 | 1974年11月29日 | [ 5 ]        |
| 9            | 舟橋正夫     | 1974年11月29日 | 1983年6月29日  | [ 5 ]        |
| 10           | 日下部悦二   | 1983年6月29日  | 1989年         | [ 5 ]        |
| 11           | 友松建吾     | 1989年         | 1995年         |              |
| 12           | 古河潤之助   | 1995年         | 2003年         |              |
| 13           | 石原廣司     | 2003年         | 2008年         |              |
| 14           | 吉田政雄     | 2008年6月      | 2012年3月      |              |
| 15           | 柴田光義     | 2012年4月      | 2017年3月      |              |
| 16           | 小林敬一     | 2017年4月      | 2023年3月      |              |
| 17           | 森平 英也    | 2023年4月      |                |              |

## 主要関係会社

### 国内グループ企業
エネルギー・産業機材
- 理研電線株式会社
- 古河エレコム株式会社
- 古河電工産業電線株式会社
- 古河樹脂加工株式会社
- 古河電工パワーシステムズ株式会社
- 株式会社ビスキャス
- 富士古河E&C株式会社
- 株式会社フォーム化成
- 株式会社KANZACC

電装・エレクトロニクス
- 古河電池株式会社（東証プライム上場）
- 株式会社エヌ・テック
- 古河AS株式会社
- 古河マグネットワイヤ株式会社
- オリエクス株式会社

情報通信
- アクセスケーブル株式会社
- 岡野電線株式会社
- ミハル通信株式会社
- 株式会社正電成和
- 古河C&B株式会社
- 古河ネットワークソリューション株式会社
- 株式会社明星電気商会
- 株式会社成和技研

不動産・サービス等　その他
- 古河電工エコテック株式会社
- 古河インフォメーション・テクノロジー株式会社
- 古河産業株式会社
- SBS古河物流株式会社
- 古河電工ビジネス＆ライフサポート株式会社
- 古河テクノリサーチ株式会社
- 株式会社古河電工アドバンストエンジニアリング

### 関連会社
- 富士古河E&C株式会社 （富士電機と共同出資、東京証券取引所スタンダード上場）
- 株式会社UACJ（東証プライム上場）
- ブロードワイヤレス株式会社 （住友電工と共同出資）
- ビスキャス株式会社 （フジクラと共同出資）

## 主要取引先
- 日本国有鉄道（その後JRグループ）
- 日本電信電話公社（その後NTT）
- 電力会社
- トヨタ自動車
- DENSO
- 東海理化
- 本田技研工業

## 関係する人物
- 木村隆秀
- 中島久万吉
- 宮本聡
- 柳川久治

### サッカー関係者
- 岡田武史
- 奥寺康彦
- 小倉純二
- 金子久
- 川淵三郎
- 永井良和
- 長沼健

## 代理店

### 上場企業の代理店
- スズデン[6]

## 関連文献
- 花輪経男「日光電気精銅所の電解操業」『日本鉱業会誌』第84巻第963号、日本鉱業会、1968年、729-731頁、doi:10.2473/shigentosozai1953.84.963_729。
- 古河電気工業 編『創業100年史』古河電気工業、1991年。